# Puente Alto
Puente Alto este un oraș și comună din provincia Cordillera, regiunea Metropolitană Santiago, Chile, cu o populație de 573.935 locuitori (2012) și o suprafață de 88,2 km2.